# E-Tretroller-Verleihsystem

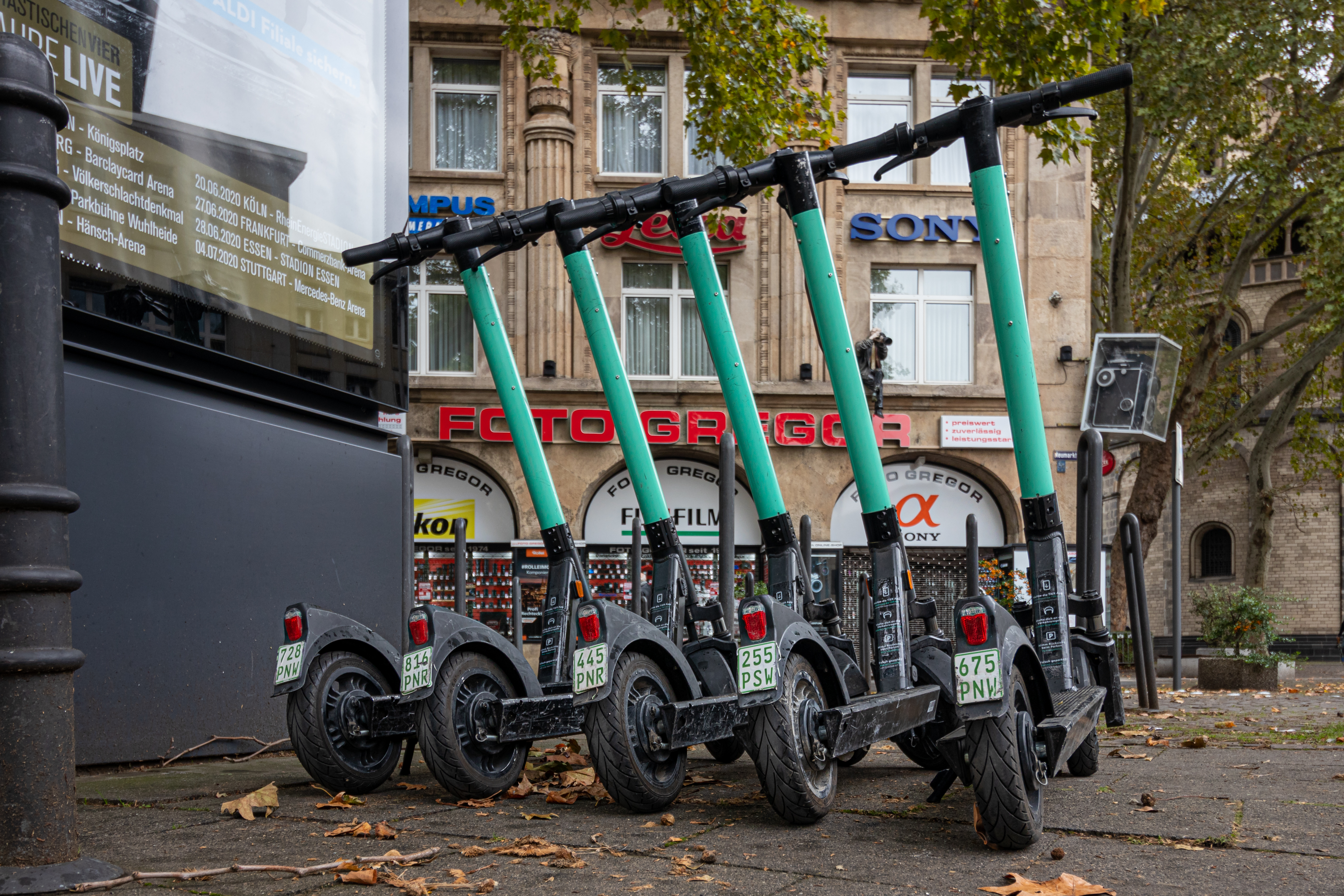
Leih-E-Scooter

Ein E-Tretroller-Verleihsystem, auch E-Scooter-Verleihsystem, ist eine Form der Vermietung, ähnlich Fahrradverleihsystemen, bei dem E-Tretroller meist an öffentlich zugänglichen Stationen zur Verfügung stehen. Die Nutzung von E-Tretrollern kann vor allem auf kurzen Strecken im städtischen Raum sinnvoll sein. Die Ausleihe erfolgt nach vorheriger Anmeldung und Registrierung bei dem jeweiligen Anbieter, und es fällt eine Leihgebühr an, die sich typisch aus einem Festbetrag pro Ausleihvorgang und einem variablen Anteil über die Ausleihdauer zusammensetzt. Öffentliche E-Tretroller-Verleihsysteme gibt es seit 2017 weltweit; seit Mai 2019 sind E-Tretroller auch in Deutschland zugelassen, was die Gründung einer Reihe von E-Tretroller-Verleihsystemen zur Folge hatte.

## Hintergrund
E-Tretroller befinden sich teilweise nicht im Eigentum von Privatpersonen, sondern werden von Unternehmen für Fahrten vermietet. Angemeldete Interessenten können mittels einer App die Fahrzeuge ausfindig machen und über einen Entriegelungscode ausleihen. Bezahlt wird z. B. mit Kreditkarte für jede verbrauchte Minute oder per Fahrstrecke, manche Anbieter erheben eine Grundgebühr für jede Anmietung.
Die mit einem Elektromotor betriebenen E-Tretroller sind je nach lokaler Gesetzgebung bzw. Straßenverkehrsordnung mit einer maximalen Geschwindigkeit zwischen 18 und 25 km/h zugelassen. Die Geschwindigkeit kann durch Geofencing automatisch limitiert werden, etwa in Fußgängerzonen. Alle Roller müssen in Deutschland mit mindestens zwei Bremsen, Licht und einem Versicherungsnachweis ausgerüstet sein. Ein fest installierter GPS-Tracker ermöglicht die Auffindung der an beliebigen Orten abgestellten Fahrzeuge sowohl zum Aufladen und Warten durch Beauftragte der Verleihgesellschaft als auch von Nutzungsinteressenten.
Der Nutzer installiert die App des jeweiligen Anbieters und registriert sich mit einer gültigen Kreditkarte oder einem PayPal-Konto und seiner Mobilnummer. Anschließend wählt der Nutzer einen in der App angezeigten Roller aus, dabei wird auch die restliche Akkuladung des Roller angezeigt. Man scannt den QR-Code auf dem Roller und beginnt die Fahrt. Zum Abschluss der Fahrt parkt der Nutzer den Roller in einer der in der App ausgewiesenen Parkzonen und beendet die Fahrt via App. Teilweise ist es auch erforderlich, das korrekte Abstellen des Rollers mit einem Foto zu dokumentieren.
Das Marktsegment der E-Scooter-Verleihsysteme entstand 2017 und ist seitdem in hohem Maße gewachsen. Es wird erwartet, dass das Marktvolumen 2025 weltweit zwischen 40 und 50 Mrd. USD betragen wird. Die USA und Europa werden mit jeweils 12 bis 15 Mrd. USD die größten Teilmärkte sein, China mit 6 bis 8 Mrd. USD und der Rest der Welt mit 10 bis 12 Mrd. USD. Das erhoffte starke Wachstum des Marktes und die Hoffnung, am Anfang der Entwicklung des Marktsegments hohe Marktanteile zu gewinnen, lockt Wagniskapital in die neu gegründeten Unternehmen. So erhielt beispielsweise Tier in der Serie-A-Finanzierung bis Mai 2019 insgesamt 32,4 Millionen Euro Wagniskapital unter anderem von den Venture-Capital-Fonds Northzone, White Star Capital, Point Nine, Speedinvest sowie von Formel-1-Weltmeister Nico Rosberg, der sich seit Mai 2019 ebenfalls am Unternehmen beteiligt.

## In Deutschland
In Deutschland gab es 2022 laut dem Gesamtverband der Versicherer 193.000 Leih-E-Scooter, ein Großteil davon entfällt auf wenige einwohnerreiche deutsche Städte. Die Größe der im öffentlichen Raum abgestellten Leihflotten nahm in den vergangenen Jahren stark zu. Besonders schnell stieg die Zahl der Leih-E-Scooter in Berlin, von 11.091 im Jahr 2019 auf 40.900 im Jahr 2022.
| Stadt   | 2019   | 2022   |
| Berlin  | 11.091 | 40.900 |
| Hamburg | 7.475  | 20.000 |
| Köln    | 6.389  | 12.500 |
| München | 5.401  | 13.000 |

69 % der Benutzer gaben 2019 an, die E-Scooter aus Spaß auszuleihen. Die durchschnittliche Fahrzeit beträgt elf Minuten, dabei wurden im Schnitt 1,9 km zurückgelegt. Die Strecken unterscheiden sich bei den einzelnen E-Scooter-Verleihsystemen nur unwesentlich: Tier gibt 1,93, Lime 1,88 und Voi 1,82 km an. Zum Vergleich: Zu Fuß werden pro Strecke im Schnitt 0,9 km, mit dem Fahrrad 3,4 km, mit der Straßenbahn 4,9 km, mit dem Pkw 9,5 km und mit der S-Bahn 12,9 km zurückgelegt.

### Bird (und Circ)

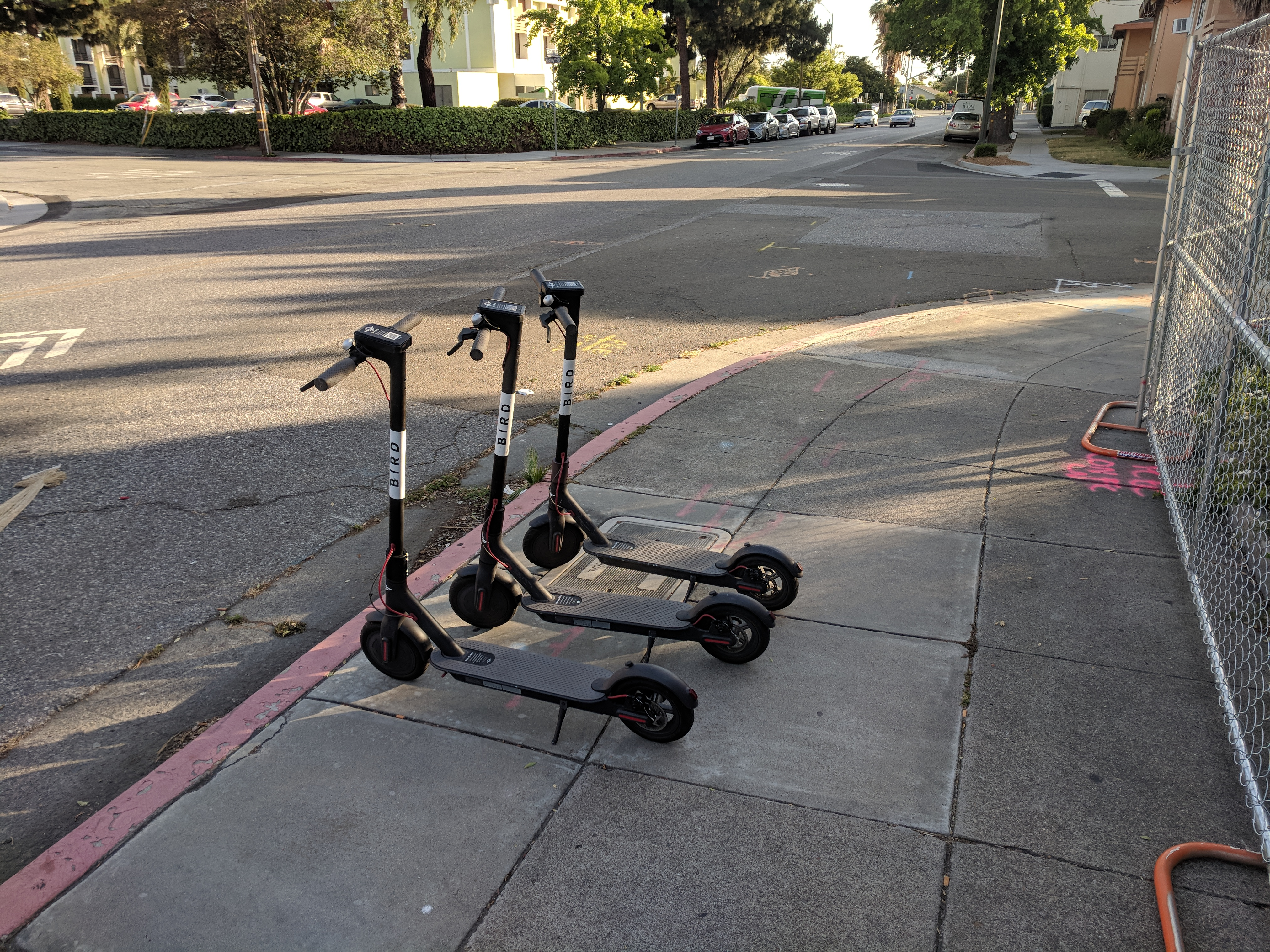
Roller von Bird am Straßenrand den Gehweg einengend

Bird ist ein E-Scooter-Verleih-Unternehmen mit Sitz in Santa Monica, Kalifornien. Es vermietet Elektro-Tretroller in mehreren Städten in Nordamerika und Europa, unter anderem auch in Deutschland. Bird wurde 2017 von dem ehemaligen Uber-Geschäftsführer Travis VanderZanden gegründet.

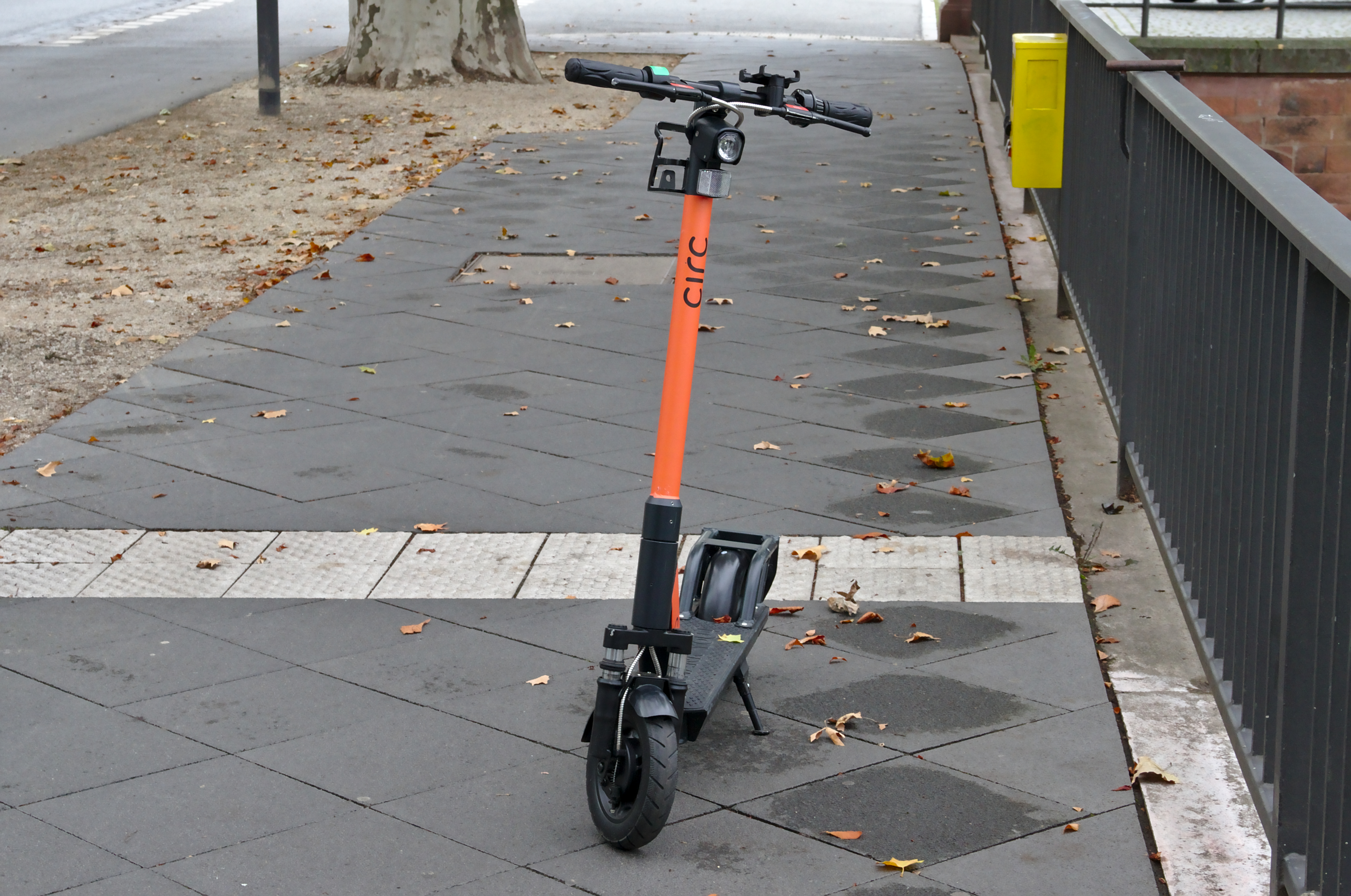
Circ E-Scooter in Frankfurt am Main

Die Tochter Circ wurde im August 2018 ursprünglich unter dem Namen Flash von Lukasz Gadowski gegründet und bietet E-Scooter-Verleih in sieben Ländern und 26 Städten an. Kurz vor dem Start des Angebots in der ersten deutschen Stadt wurde Flash in Circ umbenannt. Seit Juni 2019 ist Circ an den Standorten Berlin und Köln auch in Deutschland vertreten. Angestrebt wurde ein Angebot in rund 80 weiteren Städten und Gemeinden. Die E-Scooter des Unternehmens waren in Orange/Schwarz gehalten. Im Januar 2020 wurde Circ vom Konkurrenten Bird übernommen, als Circ Schwierigkeiten hatte, eine weitere Finanzierung für das Wachstum abzuschließen. Die Marke Circ sollte aber zunächst parallel zu Bird auf dem deutschen Markt weiter betrieben werden.

### Bolt
Das estnische Unternehmen Bolt mit Sitz in Tallinn startete am 18. Mai 2021 mit dem Verleih seiner ersten E-Scooter in Deutschland. Der Name der Scooter bedeutet auf Deutsch Geschäft.
In vielen deutschen Groß- und Kleinstädten stehen seitdem mehrere tausend Elektro-Tretroller zum Verleih zur Verfügung.

### Dott
Das 2018 gegründete Unternehmen Dott startete 2019 auf dem deutschen Markt in München. Nach eigenen Angaben ist der Anbieter besonders nachhaltig, so könne der Roller weitestgehend recycelt werden. Darüber hinaus arbeitet Dott mit festangestellten Mitarbeitern statt freien „Juicern“. Das Unternehmen möchte nur in Städten aktiv werden, in denen dies von den Stadtverwaltungen ausdrücklich gewünscht ist.

### Jawls
Der französische Anbieter mit Sitz in Paris ist u. a. in München präsent.

### Lime

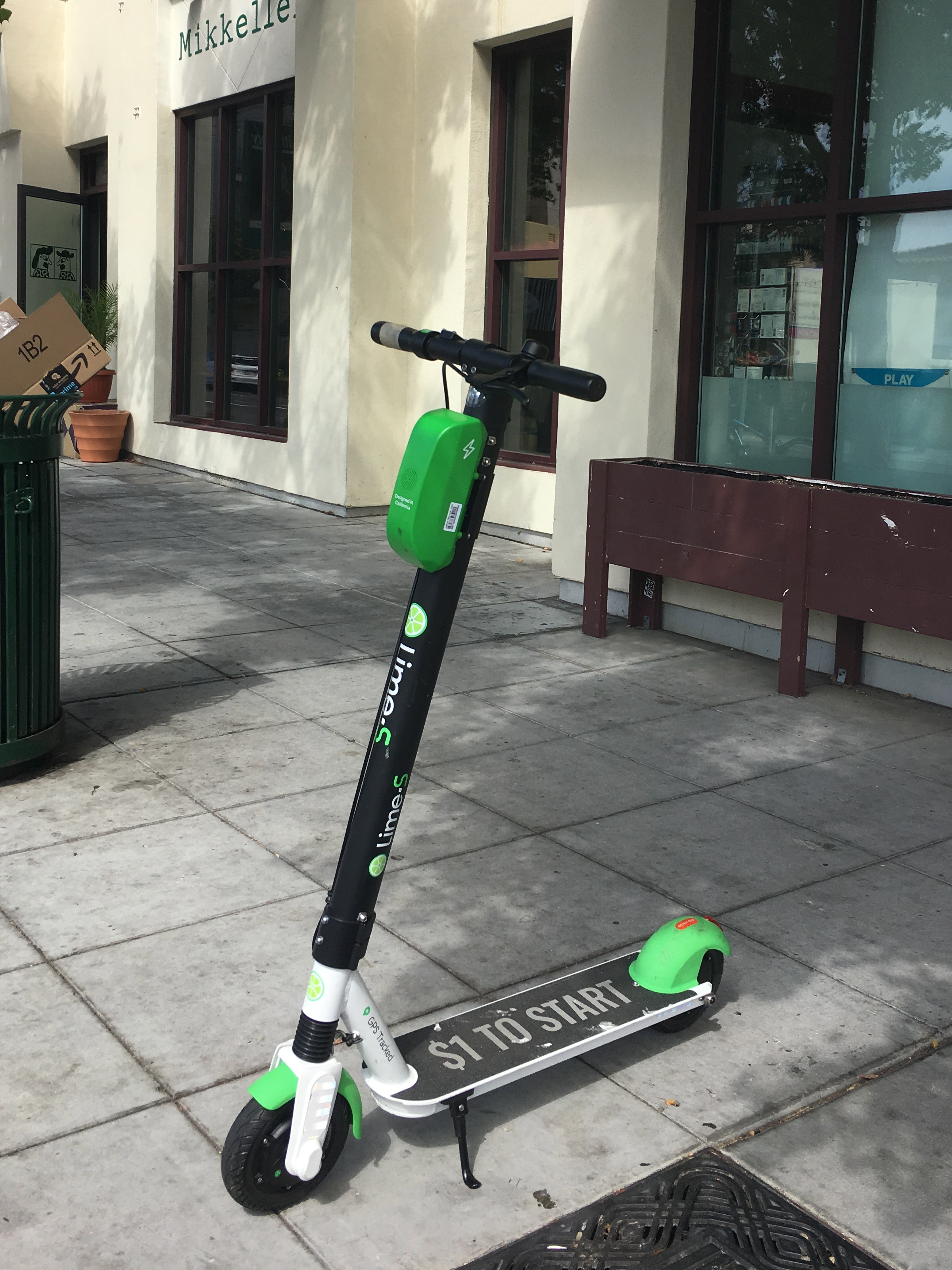
Lime-E-Scooter in San Diego

Im Juni 2019 startete der kalifornische Anbieter Lime mit rund 1000 E-Scootern in Berlin: Standorte gibt es am Alexanderplatz, am Brandenburger Tor und am Checkpoint Charlie. Der Elektromotor kann auf bis zu 20 km/h beschleunigen, die Reichweite ist konkret angegeben, hängt aber auch vom Straßenzustand sowie Steigungen ab. Die E-Scooter werden jeweils ab 21 Uhr von sogenannten Juicern eingesammelt, aufgeladen und gegen 7 Uhr wieder in den Gebieten verteilt; die Juicer sind keine Mitarbeiter des Unternehmens und werden pro Aufladung bezahlt.
Lime hat im Jahr 2020 die Scooter (und E-Bikes) von Uber übernommen.
Lime ist in folgenden deutschen Städten aktiv (Stand August 2022): Berlin, Bochum, Bonn, Braunschweig, Darmstadt, Dachau, Dortmund, Dresden, Duisburg, Düsseldorf, Essen, Flensburg, Frankfurt am Main, Göttingen, Halle (Saale), Hamburg, Hannover, Heidelberg, Hildesheim, Karlsruhe, Kassel, Kiel, Köln, Lübeck, Mainz, Mannheim, München, Nürnberg, Osnabrück, Paderborn, Pforzheim, Recklinghausen, Reutlingen, Rostock, Stuttgart, Wiesbaden, und Wolfsburg.

### Spin
Spin ist ein Tochterunternehmen des US-amerikanischen Fahrzeugherstellers Ford. Spin bietet seine orangefarbenen Scooter in Deutschland u. a. in Köln, Dortmund, Duisburg und Essen an. Im März 2022 wurde SPIN von Tier Mobility aufgekauft. Mittlerweile ist SPIN nicht mehr in Deutschland aktiv.

### Superpedestrian (und Link)

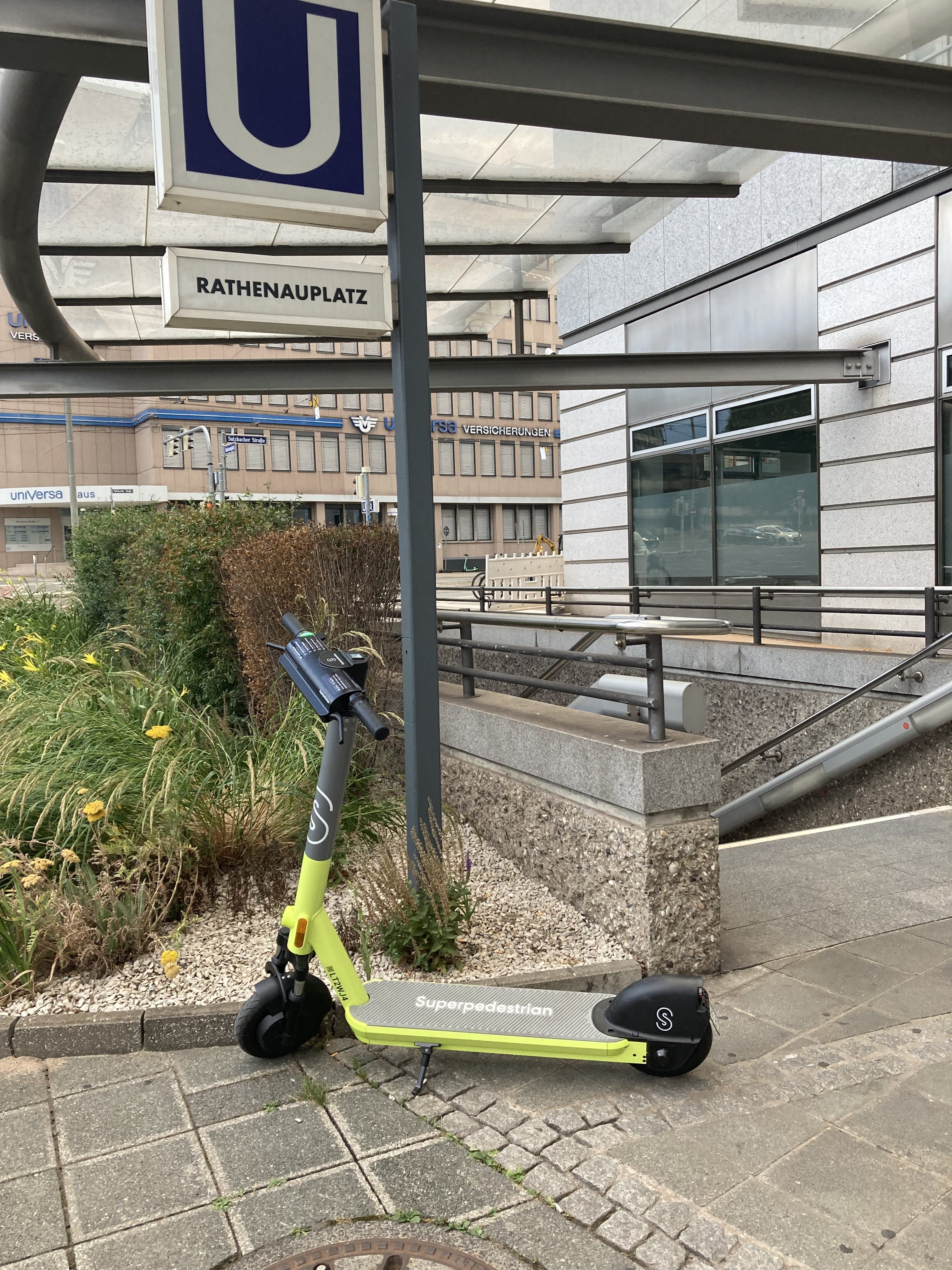
Superpedestrian-Roller in Nürnberg (2022)

Superpedestrian ist ein 2013 gegründetes US-amerikanisches Unternehmen mit Sitz in Cambridge, Massachusetts. Es ist seit dem Start 2020 mittlerweile in über 60 Städten aus elf Ländern in Nordamerika und Europa aktiv. Seit Mitte 2022 werden in Deutschland die ersten E-Tretroller in Nürnberg zum Verleih angeboten. Bis März 2023 kamen mit Erlangen und Konstanz zwei weitere Städte zum Angebot hinzu. In Österreich, unter anderem in Wien oder Linz, aber auch in allen anderen Ländern außerhalb Deutschlands tritt das E-Scooterverleihsystem hingegen bisher unter dem Namen Link auf.

### Tier / Dott

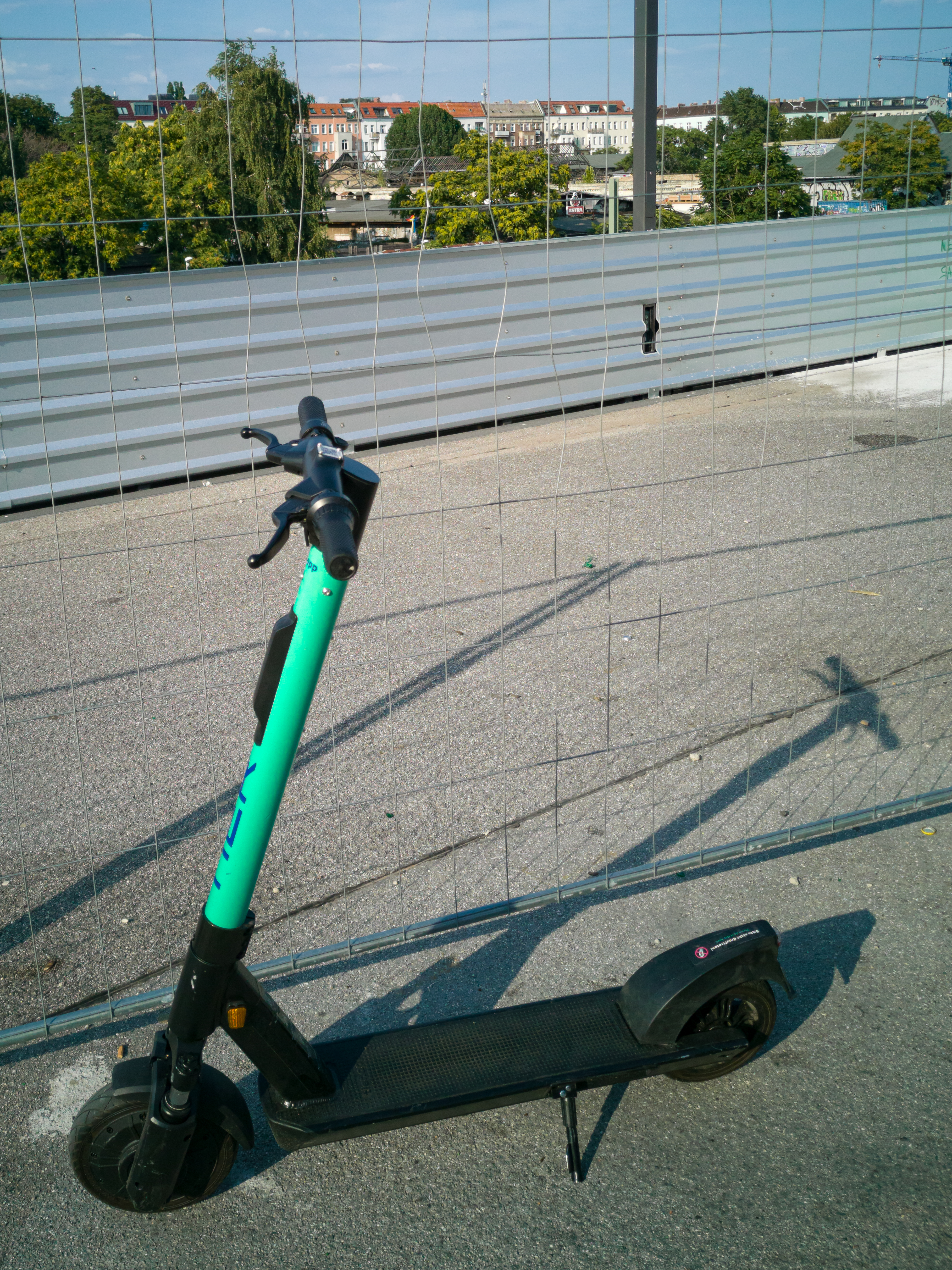
Tier-Roller in Berlin

Der Anbieter Tier Mobility SE mit Sitz in Berlin hatte im Januar 2020 470 Mitarbeiter. Er ist inzwischen in über 520 Städten in 21 Ländern aktiv. Tier wurde 2018 vom ehemaligen Rebuy-Geschäftsführer Lawrence Leuschner, Julian Blessin (Mitgründer von coup) und Matthias Laug (Mitgründer und Technischer Direktor von Lieferando) gegründet. Nach eigenen Angaben erreichte das Unternehmen die beiden Meilensteine von einer Million Fahrten (April 2019) und zwei Millionen Fahrten (Juni 2019) schneller als die anderen Wettbewerber.
Das Unternehmen hat Mitte Februar 2020 das britische Start-up Pushme Bikes übernommen, das sich auf die Entwicklung und Produktion von austauschbaren Akkus für kleinere Elektrofahrzeuge spezialisiert hat. Damit will das Management seine Hardware-Kompetenzen weiter verbessern.
Im Februar 2020 übernahm Tier die Flotte des insolventen Berliner E-Moped-Unternehmens Coup. Damit gingen rund 5000 E-Mopeds inklusive Ladeinfrastruktur in den Besitz von Tier über. Die Fahrzeuge wurden umlackiert und mit dem Tier-Logo versehen.
Ebenfalls im Februar 2020 gab das Unternehmen bekannt, seine laufende Finanzierungsrunde auf mehr als 100 Millionen Dollar aufgestockt zu haben; dies war die bislang höchste Finanzierungsrunde für einen europäischen Anbieter im Bereich Mikromobilität. Alle vorgenannten Übernahmen führten dazu, dass Tier im Mai 2020 über rund 40.000 E-Scooter weltweit verfügt.
Im Mai 2021 war Tier in 54 deutschen Städten, darunter Berlin, Braunschweig, Bremen, Dortmund, Düsseldorf, Essen, Frankfurt am Main, Halle (Saale), Hamburg, Hannover, Hildesheim, Köln, Leipzig, München, Nürnberg, Saarbrücken, Stuttgart sowie Wolfsburg vertreten. In Österreich stehen Roller in Innsbruck, Linz, Klagenfurt, Villach, Wels und Wien sowie in der Schweiz in Basel, Winterthur, Zug und Zürich zur Verfügung.
Im November 2021 kaufte Tier Mobility den Fahrradverleiher Nextbike auf.
Anfang 2024 fusionierte Tier mit dem Anbieter Dott. Seither werden die E-Scooter einheitlich auf die in Europa bekanntere Marke Dott umgestellt und auch die bisher vorhandene Tier-App abgeschaltet.

### Voi

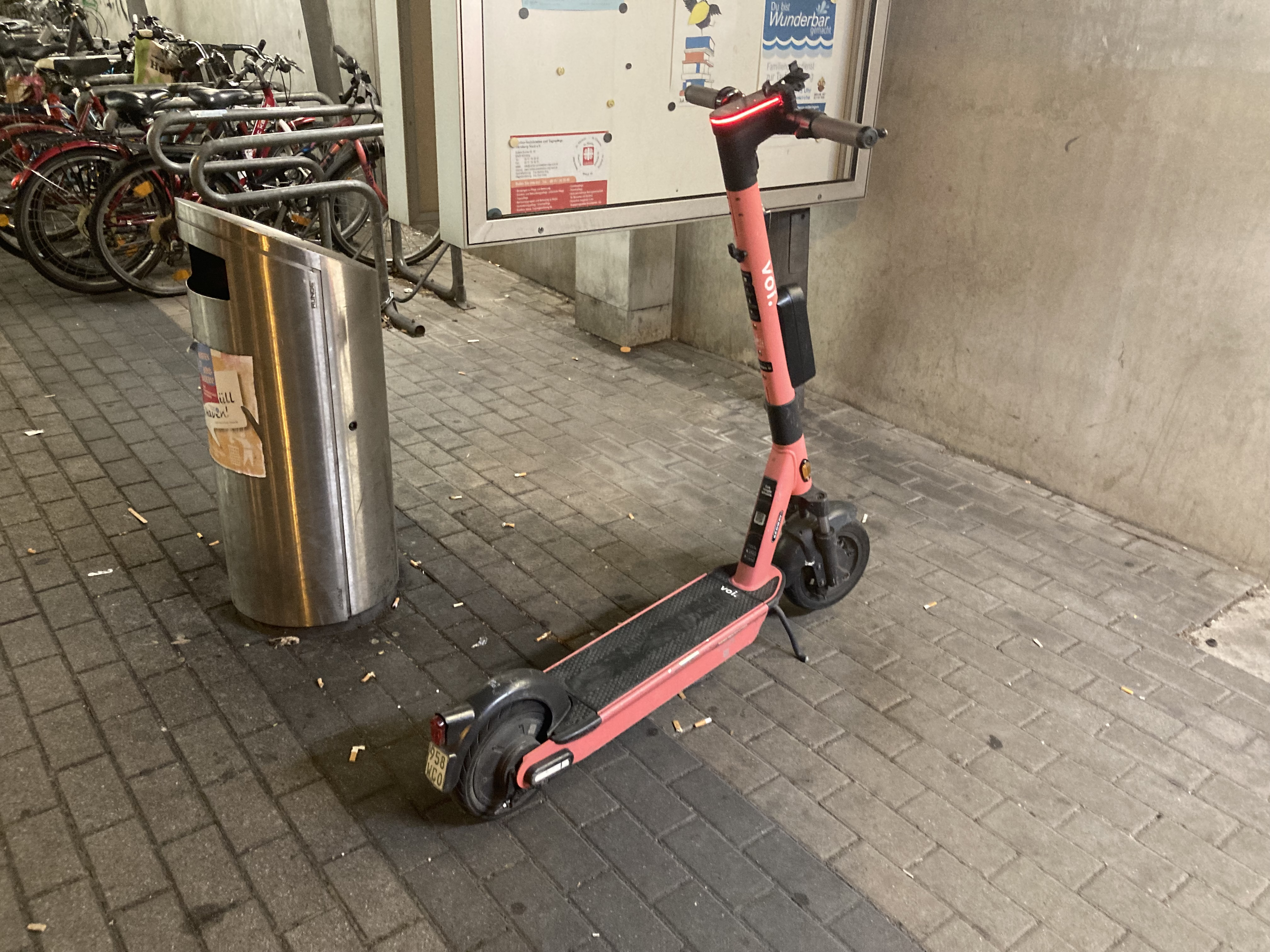
Voi-Scooter in Nürnberg

Das im August 2018 gegründete schwedische Unternehmen Voi (‚Unternehmen für Mikromobilität‘) ist in den deutschen Städten Aachen, Augsburg, Berlin, Bremen, Düsseldorf, Erfurt, Erlangen, Frankfurt, Hamburg, Hannover, Ingolstadt, Karlsruhe, Köln, Leipzig, Lübeck, München, Nürnberg, Potsdam, Reutlingen, Rostock und Stuttgart mit Rollern vertreten und bietet je Standort rund 50 bis einige hundert E-Scooter an. Außerdem gibt es in acht weiteren europäischen Ländern die rotbraun lackierten Voi-Roller. In der Schweiz gehört Voi zu den Gründungsmitgliedern des im Dezember 2021 auf Initiative der Mobilitätsakademie gegründeten Branchenverbands Swiss Alliance for Collaborative Mobility (kurz CHACOMO).

### Check
Der niederländische Anbieter „Check“ ist seit 2021 in Düsseldorf aktiv. Es können E-Scooter und E-Roller ausgeliehen werden. Zur besseren Unterscheidung hat jedes Fahrzeug zusätzlich einen eigenen Namen. Mittlerweile ist Check in Deutschland nicht mehr verfügbar.

## In Frankreich
Paris war früh ein begehrter Markt für viele Anbieter und vor dem Ausbruch der Corona-Pandemie mit rund 20.000 Rollern der größte und lukrativste Markt in Europa. Ab dem Sommer 2020 hat die Stadtverwaltung das Angebot nach einem Auswahlverfahren auf die drei Verleiher Dott, Lime und Tier mit jeweils bis zu 5000 Rollern eingeschränkt.
Bei einer öffentlichen Bürgerbefragung am 2. April 2023 in Paris sprachen sich 89 % der Abstimmenden gegen eine Verlängerung der auslaufenden Betreiberlizenzen aus. Die Stimmbeteiligung betrug aber nur 7,46 %. Gewählt haben laut Aussage einzelner in den Wahllokalen anwesenden Journalisten hauptsächlich ältere Wählergruppen, während jüngere Wähler, die die Hauptnutzergruppe der Leihroller sind, den Urnen weitgehend ferngeblieben waren. Die Pariser Bürgermeisterin, Anne Hidalgo, die sich gegen den Service ausgesprochen und erklärt hatte, das Ergebnis dieser Abstimmung in jedem Fall umsetzen zu wollen, erklärte, dass die Vermietdienste ihr Angebot bis September 2023 einzustellen haben. Die noch verbliebenen 15.000 Roller wurden auf andere Städte verteilt.

## In anderen Ländern (Auswahl)
In den jeweiligen Herkunftsländern der oben genannten Hersteller sind in den jeweils großen Städten der Länder auch die E-Scooter-Verleiher aktiv. Doch auch in Ländern ohne eigene Produzenten werden die Fahrzeuge zur Ausleihe bereitgestellt und von Touristen genutzt.
- Belgien: Im historischen Innenstadtbereich stehen die Roller verschiedener Verleiher oft nebeneinander.
- Österreich: Lime, Tier, Bird, KiwiRide, Wheels und Link, u. a. in Wien[44]
- Schweden: Im Jahr 2019 befanden sich die Verleiher Voi, Tier, Lime, Blinkee City auf den Straßen im Einsatz.[45]
- USA: Bird, Lime, Skip und weitere[46]

## Kritik
E-Tretroller stoßen auch auf Ablehnung und werden aus unterschiedlichen Gründen kritisiert, sei es aufgrund ökologischer Standards, hoher Unfallraten, Konflikten mit anderen Verkehrsteilnehmern, Belegung von Parkgelegenheiten, eines „unordentlichen“ Straßenbilds durch unsachgemäßes Abstellen der Roller usw.

### Umwelt- und Nachhaltigkeitsaspekte
Der CO2-Ausstoß von E-Scootern liegt bei 125 Gramm pro km. Damit liegt er auf vergleichbarem Niveau wie Leih-E-Bikes (118 Gramm) und halb so hoch wie PKW im Stadtverkehr. Öffentliche Busse verursachen bei hohem Fahrgastaufkommen dagegen 51 Gramm und Fahrräder 5 Gramm CO2. Die Frage des CO2-Ausstoßes hängt daher auch an der Frage, ob und in welchem Umfang Fahrten mit dem PKW durch E-Scooter-Verleihsysteme ersetzt werden. Während die Anbieter damit werben, innerstädtische Autofahrten zu ersetzen und so den Anteil der emissionsfreien Mobilität zu erhöhen, spricht der hohe Anteil an (zusätzlichen) Spaßfahrten und die geringe Strecke je Fahrt dagegen, dass dies tatsächlich erfolgt. Auch eine Studie der ETH Zürich bestätigt diesen Sachverhalt.
Die E-Scooter sind von Vandalismus bedroht, bis hin zum mutwilligen Versenken in Gewässern. Allerdings ist der Vandalismus zurückgegangen und die Verleiher haben Abstellverbote um alle Gewässer verfügt (Stand 2023). Sie müssen gewartet werden, um einsatzbereit zu bleiben. Daher lassen die Unternehmen ihre Scooter jeden Abend durch eigene Mitarbeiter oder Servicefirmen einsammeln, laden sie elektrisch auf und warten die Technik. Nach Angaben von Geschäftsführer Leuschner von Tier liegt die durchschnittliche Lebensdauer der Scooter zwischen sechs und sieben Monaten. Tier Mobility will mit einem neuen Modell seit Sommer 2019 eine Lebensdauer von bis zu einem Jahr erreichen. Die Firma Circ gibt an, je nach Standort zwischen 15 und 50 Mitarbeiter für Wartungen zu beschäftigen und die anfängliche Lebensdauer von 10 Monaten auf 14 Monate erhöht zu haben. Eine Auswertung des US-amerikanischen Online-Magazins Quartz von März 2019 über E-Scooter von Bird in Louisville ergab eine durchschnittliche Lebensdauer von 28,8 Tagen. Die Firma VOI gibt an, dass alle 400 Roller der Flotte in Erfurt nach einem sechsmonatigen Einsatz dort noch in gutem Zustand und einsatzbereit seien. Das Unternehmen geht von einer Mindestlebensdauer von 24 Monaten aus. Die Lebensdauer der Batterien soll acht Jahre betragen. Lime gibt an, dass die Probleme der Anfangszeit überwunden sind, und die Lebensdauer der neueren Fahrzeuge bei über fünf Jahren liegt (Stand 2023).

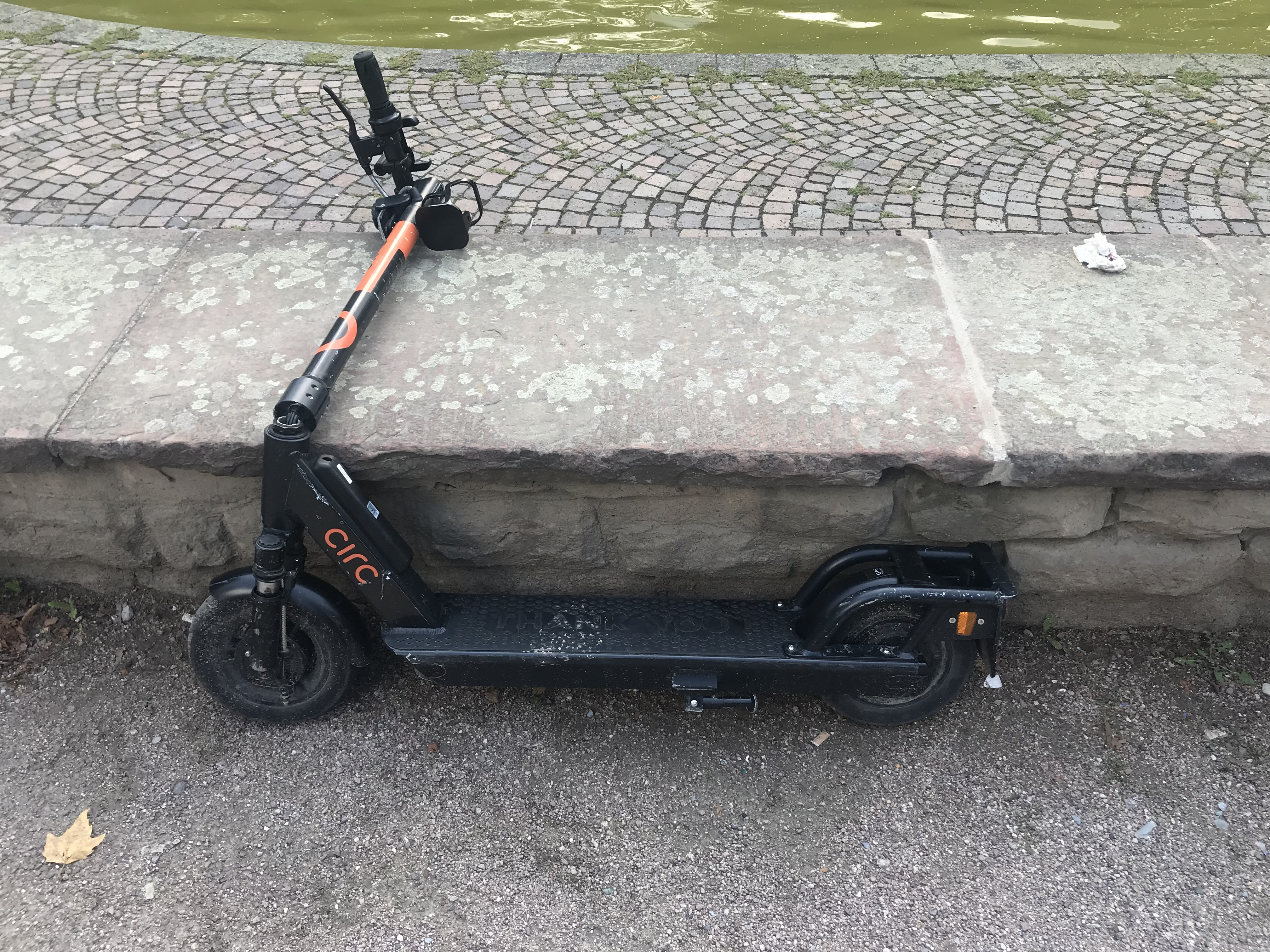
Defekter E-Scooter von Circ in einem Park in Frankfurt

### Parksituation

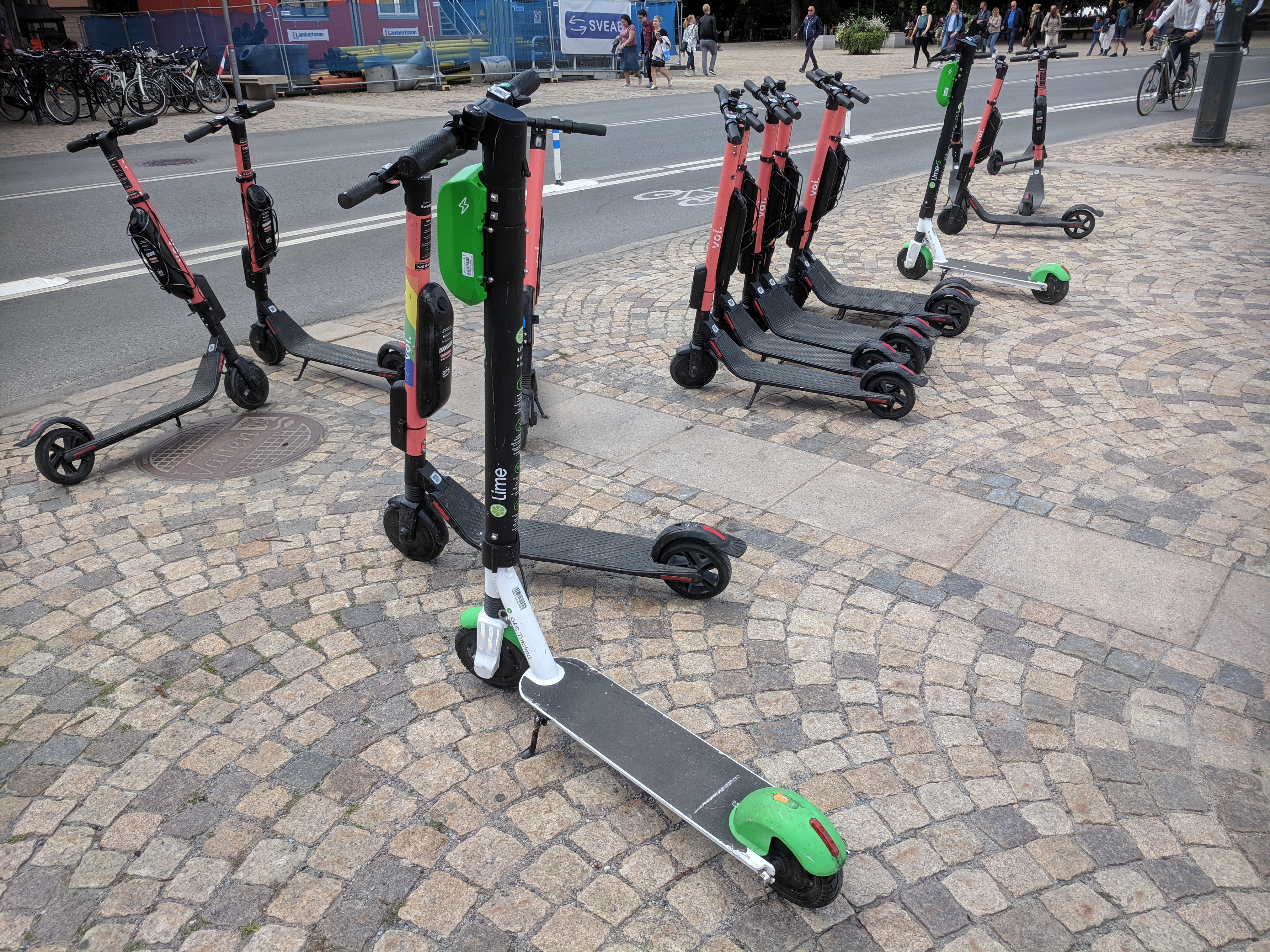
Auf Bürgersteigen herumstehende Roller (hier in Stockholm) sind ein Hindernis, z. B. für Menschen mit Sehbehinderung.

Die Elektroroller-Sharing-Anbieter verfügen in Deutschland über keine eigenen Parkplätze, sondern stimmen mit den Städten Parkzonen für die Roller ab. Da die Nutzer die Roller jedoch theoretisch überall abstellen können, kommt es dazu, dass Fußwege, Fußgängerüberwege, Bushaltestellen, U-Bahnausgänge oder Einfahrten durch falsch abgestellte Roller eingeengt oder blockiert werden. In mehreren Großstädten (Paris, Marseille, Amsterdam oder Berlin) sind schon Scooter aus Gewässern geborgen worden, unbekannt ist jedoch, ob sie mutwillig dort hineingeworfen wurden. Im April 2022 richtete die Stadt Frankfurt am Main feste Abstellzonen ein. Die Stadt Ludwigsburg hat 2023 13 sogenannte „E-Scooter-Hubs“ eingerichtet, die ausschließlich für Leih-Stehroller vorgesehen sind. Für deren Nutzung erhalten die Kunden einen Rabatt auf die Fahrkosten.
Im Juni 2025 veröffentlichte das Bundesministerium für Verkehr einen Referentenentwurf zur „Änderung der Elektrokleinstfahrzeuge-Verordnung und anderer straßenverkehrsrechtlicher Vorschriften“. Darin wird unter anderem ein neuer Absatz 4b in § 12 der Straßenverkehrs-Ordnung (StVO) vorgeschlagen: „Das gewerbliche Anbieten von Fahrrädern und Elektrokleinstfahrzeugen auf öffentlichen Straßen zum Zweck der stationsunabhängigen Vermietung ist kein zulässiges Parken im Sinne dieser Verordnung.“ Miet-Tretroller könnten bei einer Umsetzung der Regelung nur noch an definierten Plätzen abgestellt werden.

### Kosten
Im Vergleich mit dem Fahrradverleih ist E-Scooter-Sharing relativ teuer. Für die Strecke in Berlin vom Hackeschen Markt zum Checkpoint Charlie (2,8 km) fallen bei Circ, Tier und Voi 2,35 € und bei Lime 2,80 € an. Mit dem Leih-Fahrrad betragen die Kosten etwa 1 € (Stand Ende 2020).

### Datenschutz
Beim Verleih von E-Scootern fallen Bewegungsprofile und persönliche Daten im Rahmen der Bezahlung an. Dies ermöglicht den Weiterverkauf der Datensammlungen und personalisierte Werbung. Viele Nutzer hätten nur unzureichendes Wissen, „welche Daten zu welchen Zwecken von den jeweiligen Anbietern erhoben und genutzt werden“, so der Hamburgische Beauftragte für Datenschutz und Informationsfreiheit, Johannes Caspar.